# Hôtel Philippe
L'hôtel Philippe est un hôtel particulier bâti en 1828, situé au no 7 de la place Général-Mellinet entre la rue Rollin et le boulevard Saint-Aignan, dans le quartier Dervallières - Zola de Nantes, en France. L'immeuble a été inscrit au titre des monuments historiques en 2011.

## Historique
L'hôtel particulier est la résidence de la famille Maës, puis de l'industriel conserveur Raoul Philippe.
Le bâtiment est inscrit au titre des monuments historiques par arrêté des 24 octobre 1988 et 29 août 2011.